# Nerocila pulicatensis
Nerocila pulicatensis là một loài chân đều trong họ Cymothoidae. Loài này được Jayadev Babu & Sanjeeva Raj miêu tả khoa học năm 1980.